# 부전고원
부전고원(赴戰高原)은  조선민주주의인민공화국 함경남도 부전군에 위치한 고원이다. 이 고원은 고위평탄면을 이루는 고원이다. 주위에는 2000m이상의 산으로 둘러싸여 있다.
겨울에는 몹시 춥고 길지만, 여름은 짧고 서늘하다. 고원에는 부전호가 위치해 있다. 이곳은 침엽수가 많이 자라며 진귀한 꽃들과 습지식물과 약용식물도 많이 서식한다. 그외에도 곰, 멧돼지, 범 등의 야생동물도 서식한다.
광복하면서 부전고원은 광산과 경작지로 개발되었다. 감자가 이곳에서 생산되는 주요생산물이지만, 밀, 보리, 배추, 무도 재배된다. 철도는 신흥선이 놓여 있다. 고원이기 때문에 여름에는 휴양지로 이용된다.
강원도의 대관령과 마찬가지로 이곳에서도 소나 양을 방목한다.